# Климов, Александр Юрьевич
Александр Юрьевич Климов (род. 6 ноября 1972, Ташкент) — советский и российский хоккеист, защитник, тренер.

## Биография
Со второго класса начал заниматься в группе подготовки «Бинокора». Сыграть в команде не успел, так как она была расформирована в 1988 году. В 16 лет по протекции тренера «Бинокора» Погорельского оказался в команде второй лиги «Машиностроитель» Новосибирск. На предсезонном турнире был приглашён в барнаульский «Мотор», за который сыграл три матча в сезоне 1988/89 второй лиги. В 1993 году приглашался в казанский «Итиль», но перешёл в омский «Авангард», что впоследствии называл своим просчётом. Из-за тяжёлой травмы пропустил два года, в сезоне 1996/97 выступал за «Мотор». Вернулся в Омск, но перед сезоном 1997/98 сломал кисть. Имея контракт с «Авангардом», сначала провёл два матча за хабаровский СКА-«Амур», затем перешёл в тюменский «Рубин». Перед сезоном 1998/99 перешёл в «Крылья Советов», однако из-за экономического кризиса провёл сезон в ХК ЦСКА, сыграв за «Крылья Советов» только один матч в переходном турнире. По окончании сезона решил завершить карьеру, но в 2003 году вернулся в хоккей. Играл за команды «Мотор-2» (2003/04), «Энергия» Кемерово (2004), «Мотор», «Мотор-2» и ХК «Дмитров» (все — 2004/05), «Горняк» Рудный (Казахстан, 2005/06), «Металлург» Серов (2005/06 — 2006/07), «Молот-Прикамье» (2007), «Алтай» Барнаул (2007/08 — 2011/12).
В сезонах 2012/13 — 2014/15 — главный тренер команды МХЛ-Б «Алтайские беркуты». Тренер команды МХЛ-Б «Алтай» Усть-Каменогорск (Казахстан, 2015/16). Сезон 2016/17 начал главным тренером команды НМХЛ «Драгуны» Можайск, но уже 23 сентября покинул клуб. 15 января 2019 года стал главным тренером «Алтая» Барнаул в ВХЛ-Б, но 12 февраля был уволен после того, как министр спорта Алтайского края Алексей Перфильев заявил о том, что Климов не имел лицензии тренера, предоставил фальшивый диплом, а также был осужден в 1997 году за мошенничество и приговорен к условному сроку.
Работал юношеским тренером в «Авангарде-Олимпийце» (Балашиха, 2019—2020), «Спартаке-Айсберге» / «СКА Айсберге» (Великий Новгород, 2020—2024). С сезона 2024/25 — тренер в команде НМХЛ «Арктика» Мурманск.